# Dufrenoya sessilis
Dufrenoya sessilis är en tvåhjärtbladig växtart som först beskrevs av William Grant Craib, och fick sitt nu gällande namn av Hans Ulrich Stauffer. Dufrenoya sessilis ingår i släktet Dufrenoya och familjen Amphorogynaceae. Inga underarter finns listade i Catalogue of Life.